# Hurricane (Bridgit Mendler)
Hurricane è un singolo della cantante statunitense Bridgit Mendler, pubblicato nel 2013 ed estratto dal suo album di debutto Hello My Name Is.... Il brano è stato pubblicato come singolo promozionale il 22 ottobre 2012 su iTunes, ed è stato in seguito annunciato come secondo singolo dell'album. Il 12 febbraio 2013 il brano è stato trasmesso dalle radio Top 40.

## Accoglienza
La canzone è stata apprezzata dalla critica. Tim Sendra di AllMusic ha dichiarato: "[Hurricane] ha un testo intelligente e fiabesco e una voce appassionata (e una sezione rap spiritosa)" La rivista Girls' Life ha affermato che "la Mendler porta il ritmo in 'Hurricane', in cui intona alcuni dolci versi sull'essere nel mezzo di una relazione burrascosa". Kai della rivista Embrace You ha affermato che il titolo del brano era "piuttosto ironico, visto che attualmente stiamo vivendo una delle manifestazioni di madre natura" e in seguito ha detto che "curiosamente, adoro questa canzone. L'apertura acustica mi ha catturato all'istante e sono assuefatto al suo "oh, oh, oh...". Il gioco della cantante sui disastri naturali come metafora del modo in cui si sente nei confronti del suo interesse amoroso dimostra ancora una volta quanto sia ironica come artista. Il brano pop rock dal ritmo incalzante è al tempo stesso orecchiabile e significativo".

## Video musicale
Il videoclip della canzone è stato diretto da Robert Hales e registrato a Londra. Nel video, che è stato pubblicato il 12 aprile 2013, appare l'attrice Naomi Scott.

## The Hurricane Sessions
Nell'aprile 2013, la cantante ha registrato una serie di quattro video che sono stati pubblicati su Vevo e YouTube con il titolo The Hurricane Sessions, e sono performance acustiche di due canzoni di Hello My Name Is... e due cover. L'8 maggio 2013 è stato pubblicato il primo video, Starry Eyed, una cover di Ellie Goulding, che ha ricevuto recensioni positive. Sam Lansky di Idolator ha commentato: "La voce roca della Mendler funziona bene con la canzone, soprattutto verso la fine, quando diventa un po' più emotiva". Il 15 maggio 2013 ha pubblicato la seconda canzone, Locked Out of Heaven, una cover di Bruno Mars. Fanlala ha dichiarato che "la versione di Bridgit potrebbe piacere tanto quanto l'originale". Hurricane, il terzo video, è stato pubblicato il 22 maggio 2013. Due mesi dopo, il 23 luglio 2013 è stato pubblicato il video finale, Top of the World.

## Tracce
Download digitale
1. Hurricane – 4:04

Download digitale
1. Hurricane – 4:04
2. Hurricane (Acoustic Hurricane Sessions) – 3:57

## Classifiche
| Classifica (2013) | Posizione massima |
| ----------------- | ----------------- |
| Belgio (Fiandre)  | 115               |
| Belgio (Vallonia) | 93                |
| Canada            | 25                |
| Irlanda           | 77                |